# ラブ・ノーツ
ラブノーツ（Love Notes、ラブ・ノーツ）は、日本の音楽ユニット。「ラブ・ノーツ」とは「愛の音符達」という意味。

## 概要・来歴
- 1989年にヒロ川島、井上真紀のふたりを中心に結成。
- ユニット名は、伝説のジャズマン　チェット・ベイカーが、最晩年に組もうとし果たせなかったバンド名「Love Notes」に由来する。
- スタンダード・ジャズを中心にボサノヴァ、フォークソング、ハワイアンなど幅広いジャンルを包括するサウンドとパフォーマンスを特色とする。
- 1999年から2000年にかけて、自ら企画・レギュラー出演したテレビ東京の10分番組「Jazz－Love Notes」では斬新でユニークなモノクロ映像と井上真紀のボーカルが放送された。その後、BS日テレにて「Jazz－Love Notes Premium」、「Jazz-Love Notes ⅡPacific」へとシリーズ化し、2009年1月1日には新春特番「ラブ･ノーツ in ハワイ」（原題「Island Magic」）が放映された。
- WEBマガジン「JAZZ PAGE」の日本人ジャズ・ミュージシャン人気投票において、2003年度と2004年度の2年連続「コンボ部門」「アルバム・オブ・ジ・イヤー部門」で1位を獲得した。
- オリジナル作品「All As One」は、国際イルカ・クジラ会議の公式テーマソングに、「The Day Out of Time」はニューエイジ思想家・オカルティストのホゼ・アグエイアスが考案したドリームスペル暦、別名「13の月の暦」の"時間をはずした日"の公式テーマソングになる。ひとのこころの在りかたをテーマとする一貫した精神性が注目され、国連主催の国際地球環境会議"リンケージ"にも招聘された。
- 長編映画「Little Tear ～ 蟻の涙」の主題歌に「ときをこえて」を、挿入歌として「Thru The Night」を提供。
- NHK教育「趣味悠々～アロハフラ」へレギュラー出演・演奏し、井上真紀がフラの講師も兼ねていた。
- 2013年5月、新作CD「Love & Light」リリース。日本全国でライブツアーを行う。本作品では、ハロルド・ダンコ(piano)、ピーター・アースキン(drums)、トム・ウォリントン(bass)と共演している。
- WEBマガジン「JAZZ PAGE」の2013年度人気投票において、「ベストボーカルアルバム」「コンボ/グループ」「女性シンガー」「ブラス」のノミネートされた4部門全てで1位を獲得した。

## メンバー
- 井上真紀：ボーカル
フラ、作詞も担当。
- ヒロ川島：リーダー、トランペット
チェット・ベイカーの影響を受ける。作曲、作品プロデュースも担当。
- 田辺 充邦：ギター
- Jim Murray：ピアノ
- 中津 裕子：ベース
- 田鹿 雅裕：ドラムス

## テレビ出演

### 過去の出演番組
- ラブ･ノーツ in ハワイ　(BS日テレ、2009年1月1日)
- Jazz Love NotesⅡPacific　(BS日テレ、2005～2007)
- Jazz Love Notes Premium (BS日テレ、2003年)
- Jazz Love Notes (テレビ東京、1999－2000年)
- 趣味悠々「アロハフラ！フラダンス入門」(NHK教育、1998年)

## 作品

### DVD
- ALBUM　(2000年、特別映像として、ヒロ川島とチェット・ベイカーの1987年の未発表セッションも収録)
- ALBUMⅡ (2000年、特別映像として、国際イルカクジラ会議テーマソング「All As One」を収録)
- JAZZ CHRISTMAS (2000年、PP&Mのポール・ストゥーキーとのセッションも収録)
- Love Notes with Herb “Ohta-San” Ohta　(2006年、ウクレレの神様「オータサン」とのセッション、インタビューを収録)
- ラブ・ノーツinハワイ/Island Magic～魔法の島の愛の音～ (2009年、BS日テレ新春特番「ラブ・ノーツinハワイ」オリジナル完全版DVD)

### CD
- 二人はカリブ (1993年、シングル、JALカリブキャンペーンソング)
- Photograph (1994年、ファーストアルバム)
- All as One　(1996年、オリジナルミニアルバム)
- Voyage　(1998年、オリジナルミニアルバム)
- Aloha （1998年、NHK教育テレビ　趣味悠々のテーマソング及び課題曲）
- ときをこえて (1998年、上記ミニアルバム3部作からのベストセレクション)
- Jazz Christmas　(2000年)
- The Day　Out of Time　(2001年、ライブ録音、マヤ暦「時間をはずした日」のテーマソング収録)
- Quiet Night with Love Notes (2001年、スタンダード・ジャズアルバム)
- The Gift of Love Notes (2002年、スタンダード・ジャズアルバム)
- Hawaiian Lullaby (2002年、ハワイアン・ミニアルバム)
- Island Magic (2003年、ハワイアン・ミニアルバム)
- Wave (2004年、ヒロ川島とウクレレの神様オータサンとのコラボレーションアルバム)
- Kilauea (2005年、ハワイアン・アルバム)
- South Sea Island Magic（2003年、ハワイアン・アルバム、ハワイにてリリース）

- Love&Light（2013年、LOVE NOTES SPECIAL UNIT名義でリリース。ハロルド・ダンコ(piano)、ピーター・アースキン(drums)、トム・ウォリントン(bass)と共演）